# Percepto
Percepto es un término acuñado por el filósofo francés Gilles Deleuze con el que trata de establecer una diferencia con respecto a las nociones más conocidas de concepto y percepción. A diferencia de estas dos últimas nociones, el percepto sería el resultado de haber alcanzado un grado de excelencia en el producto artístico por el cual éste se volvería perdurable y trascendente al artista e incluso a la totalidad de la obra. 
Así mismo, esta noción intenta explicitar la capacidad en el producto artístico de contener lo intransferible una vez desaparecido su ejecutor, el artista, una vez que abandona la obra o, en definitiva, cuando ya ha muerto.
Así lo expresa en la célebre entrevista que le realizara Claire Parnet para el documental El Abecedario de Gilles Deleuze: 

Los conceptos son la verdadera invención de la filosofía, y luego están los que podríamos denominar perceptos: los perceptos son el dominio del arte. ¿Qué son los perceptos? Creo que un artista es alguien que crea perceptos. Entonces, ¿por qué emplear una palabra rara, «percepto», en lugar de percepción? Precisamente porque los perceptos no son percepciones. Diría: ¿qué quiere un hombre de letras, un escritor, un novelista? Yo creo que quiere llegar a construir conjuntos de percepciones, de sensaciones que sobreviven a aquellos que las experimentan. Y eso es un percepto. Un percepto es un conjunto de percepciones y de sensaciones que sobrevive a aquél que las experimenta.
Gilles Deleuze, El Abecedario de Gilles Deleuze